# Капітолій (Вашингтон)
Капітолій (United States Capitol) — місцеперебування Конгресу США на Капітолійському пагорбі в Вашингтоні, центр округу Колумбія. З'єднується з Монументом Вашингтона та Монументом Лінкольна 1800-метровою Національною алеєю. На схід від парламентського центру розкинулися Бібліотека Конгресу і резиденція Верховного суду США (до 1935 р. засідання Верховного суду проходили в самому Капітолії).

## Історія
Перший камінь у фундамент Капітолія був закладений Джорджем Вашингтоном 18 вересня 1793 між 11:15 та 12:30. Будівництво Капітолія у стилі ампір велося кількома поколіннями архітекторів. Цю неокласичну споруду ретельно сплановано так, щоб нагадувати про велич Давнього Риму, чиї ідеали надихали батьків-засновників Америки під час ухвалення законів. Вже в листопаді 1800 в недобудованому Капітолії вперше зібрався Конгрес, проте в 1814 р. його спалили британці та відновні роботи зайняли п'ять років. У 1820-27 роках південне та північне крила будівлі були нарешті з'єднані переходом, над яким піднісся купол.
Через тридцять років Капітолій було визнано недостатньо містким, і почалося його розширення. При цьому було вирішено зберегти унікальні риси первісної будівлі — зокрема, капітелі колон, прикрашені тютюновим листям і качанами кукурудзи замість традиційної в класицизмі середземноморської флори. Замість старого купола було споруджено новий, чавунний, заввишки 87 метрів і вагою понад 4000 тонн. Його прообразом традиційно вважається Собор св. Петра в Римі, хоча структурно він ближче до Дому Інвалідів молодшого Мансара.
За наполяганням Лінкольна, який бажав підкреслити єдність нації, Капітолій добудовувався під час Громадянської війни Півночі та Півдня. 2 грудня 1863 на купол була піднята 6-метрова алегорична статуя Свободи. Зсередини купол Капітолія прикрашений першою в США фрескою, що зображає «Апофеоз Вашингтона» в оточенні олімпійських богів (автор — греко-італієць Костянтин Бруміді, 1865).
У XX столітті Капітолій піддався лише незначної модернізації (монтаж ліфтів, проведення центрального опалення), і лише в 1959-60 рр.. його східний фасад був подовжений на 10 метрів. В наш час[коли?] в Капітолії близько 541 приміщення, а навколо нього закладений парк площею 53 га.
6 січня 2021 року прихильники чинного президента Дональда Трампа захопили штурмом будівлю Капітолія, протестуючи проти результату президентських виборів 2020 року та затвердження перемоги обраного президента Джо Байдена. 7 січня 2021 внаслідок цих подій влада уперше в історії огородила Капітолій парканом і бетонними блоками та виставила охорону по периметру паркану.